# Eugene Gaudio
Eugene Gaudio, nome americanizzato di Eugenio Gaudio (Cosenza, 31 dicembre 1886 – Los Angeles, 1º agosto 1920), è stato un direttore della fotografia italiano, membro fondatore dell'ASC.

## Biografia
Nato in Italia nel 1886, Eugene Gaudio era il fratello minore di Tony Gaudio: quest'ultimo, nel 1937, avrebbe vinto un Oscar per il film Avorio nero.
Figli di Raffaele, fotografo professionista, i fratelli Gaudio, nel 1906, emigrarono negli Stati Uniti dalla natìa Cosenza, in Calabria. A New York, lavorarono per alcune agenzie fotografiche come la Life Photo Film Corporation per poi approdare al cinema. Entrambi entrarono alla Independent Moving Pictures (IMP) dove Eugenio (che si era americanizzato il nome in Eugene) diventò supervisore dei laboratori mentre il fratello Antonio (diventato Tony) venne nominato capo fotografo.
Nel 1915, trasferito in California, Eugene uscì fuori dai laboratori delle camere oscure passando - all'Universal - dietro le cineprese come direttore della fotografia. La più conosciuta tra le sue prime opere è 20,000 Leagues Under the Sea, un adattamento per lo schermo del romanzo di Verne. In seguito, alla Metro, lavorò con May Allison e con una delle dive dell'epoca, l'attrice di origine russa Alla Nazimova.

Eugene Gaudio fu uno dei membri fondatori dell'American Society of Cinematographers (ASC). 
Il suo ultimo film, nel 1920, fu un lungometraggio interpretato da Bessie Barriscale. Il minore dei Gaudio ebbe, infatti, una carriera piuttosto breve (collaborò a poco più di una ventina di pellicole) a causa della morte prematura dovuta a un attacco di appendicite che, dopo un'operazione, si era trasformata in peritonite. Morì a soli trentatré anni il 1º agosto 1920. Dopo l'anteprima a Hollywood di Madame Peacock, l'ultimo film di Nazimova, i proventi della serata vennero devoluti alla famiglia di Gaudio per volontà della diva.
Gaudio è sepolto all'Hollywood Forever Cemetery di Los Angeles.

## Filmografia
- The House of Fear, regia di Stuart Paton (1915)
- The White Terror, regia di Stuart Paton (1915)
- The House of Fear, regia di John Ince e Ashley Miller (1915)
- Elusive Isabel, regia di Stuart Paton (1916)
- 20,000 Leagues Under the Sea, regia di Stuart Paton (1916)
- Revelation, regia di George D. Baker (1918)
- The Shell Game, regia di George D. Baker (1918)
- Social Hypocrites, regia di Albert Capellani (1918)
- Toys of Fate o Tales of Fate, regia di George D. Baker (1918)
- The House of Gold
- The House of Mith, regia di Albert Capellani (1918)
- L'occidente (Eye for Eye), regia di Albert Capellani e Alla Nazimova (1918)
- Out of the Fog, regia di Albert Capellani  (1919)
- One-Thing-At-a-Time O'Day, regia di John Ince (1919)
- The Uplifters
- The Man Who Stayed at Home, regia di Herbert Blaché (1919)
- The Brat, regia di Herbert Blaché (1919)
- Kitty Kelly, M.D., regia di Howard C. Hickman (1919)
- Beckoning Roads, regia di Howard Hickman (1919)
- The Luck of Geraldine Laird, regia di Edward Sloman (1920)
- The Notorious Mrs. Sands
- Life's Twist